# Brett Liddle
Brett Anthony Liddle (Boksburg, 11 maart 1970) is een Zuid-Afrikaanse golfprofessional die actief is op de Sunshine Tour.

## Loopbaan
Liddle begon zijn golfcarrière als een amateur en won hij enkele golftoernooien waaronder het Transvaal Strokeplay Championship, in 1989. In 1990 werd Liddle een golfprofessional en ging hij aan de slag op de Sunshine Tour.
In 1993 behaalde Liddle zijn eerste profzege door de Iscor Newcastle Classic te winnen. In 1995 beleefde hij zijn beste golfseizoen door twee toernooien te winnen. Hij won de Radio Algoa Challenge en de Rustenburg Classic. Zijn laatste profzege dateert van 14 april 2010 waar hij toen voor de twee keer de Lombard Tyres Classic won. Een jaar eerder won hij de Lombard Tyres Classic voor de eerste keer.

## Prestaties

### Amateur
- 1988: Eastern Transvaal Championship
- 1989: Transvaal Strokeplay Championship

### Professional
Sunshine Tour
| Nr. | Datum         | Toernooi                | Score           | Score | Info                                  |
| --- | ------------- | ----------------------- | --------------- | ----- | ------------------------------------- |
| 1   | 25 april 1993 | Iscor Newcastle Classic | ?               | ?     |                                       |
| 2   | 11 mei 1995   | Radio Algoa Challenge   | 70+67+68=205    | –11   | [ 1 ]                                 |
| 3   | 24 juni 1995  | Rustenburg Classic      | 70+71+67=208    | –8    | [ 2 ]                                 |
| 4   | 13 april 1996 | Kalahari Classic        | 71+72+65=208    | –8    | [ 3 ]                                 |
| 5   | 17 april 1999 | Lombard Tyres Classic   | 67+69+64+69=269 | –19   | [ 4 ]                                 |
| 6   | 14 april 2000 | Lombard Tyres Classic   | 66+70+71=207    | –9    | Won de play-off van Vaughn Groenewald |